# Robert Andrich
Robert Andrich (Potsdam, Brandeburgo, Alemania, 22 de septiembre de 1994) es un futbolista alemán. Juega de centrocampista y su equipo es el Bayer 04 Leverkusen de la Bundesliga alemana.

## Trayectoria
Entró a las inferiores del Hertha de Berlín en 2003 proveniente del Turbina FV Potsdam. Formó parte del segundo equipo del club desde 2012 y ascendió al primer equipo en marzo de 2013, aunque no llegó a debutar. Dejó el club en 2015 al término de su contrato.
Luego de dejar el Hertha, fichó por el Dinamo Dresde.
Para la temporada 2019-20 fichó por el Unión Berlín, recién ascendido a la Bundesliga. Debutó en la primera división alemana el 18 de agosto en la derrota por 0-4 ante el RB Leipzig. En agosto de 2021, tras haber iniciado su tercera campaña en el equipo capitalino, fue traspasado al Bayer 04 Leverkusen para jugar allí las siguientes cinco temporadas.

## Selección nacional
Fue internacional en categorías inferiores con la selección de Alemania entre 2011 y 2013. También lo fue con la absoluta, con la que debutó el 21 de noviembre de 2023 en un amistoso ante Austria.

### Participaciones en Eurocopas
| Copa          | Sede     | Resultado        | Partidos | Goles |
| ------------- | -------- | ---------------- | -------- | ----- |
| Eurocopa 2024 | Alemania | Cuartos de final | 5        | 0     |

## Estadísticas

### Clubes
Actualizado al último partido disputado el 17 de mayo de 2025.
| Club | Div.          | Temporada     | Liga  | Liga  | Copas nacionales(1) | Copas nacionales(1) | Copas internacionales(2) | Copas internacionales(2) | Total | Total |
| Club | Div.          | Temporada     | Part. | Goles | Part.               | Goles               | Part.                    | Goles                    | Part. | Goles |
| --- | ------------- | ------------- | ----- | ----- | ------------------- | ------------------- | ------------------------ | ------------------------ | ----- | ----- |
| Hertha de Berlín II · Alemania | 4.ª           | 2012-13       | 16    | 1     | ―                   | ―                   | ―                        | ―                        | 16    | 1     |
| Hertha de Berlín II · Alemania | 4.ª           | 2013-14       | 22    | 2     | ―                   | ―                   | ―                        | ―                        | 22    | 2     |
| Hertha de Berlín II · Alemania | 4.ª           | 2014-15       | 14    | 8     | ―                   | ―                   | ―                        | ―                        | 14    | 8     |
| Hertha de Berlín II · Alemania | Total club    | Total club    | 52    | 11    | 0                   | 0                   | 0                        | 0                        | 52    | 11    |
| Dinamo Dresde · Alemania | 3.ª           | 2014-15       | 13    | 0     | 1                   | 0                   | ―                        | ―                        | 14    | 0     |
| Dinamo Dresde · Alemania | 3.ª           | 2015-16       | 8     | 1     | ―                   | ―                   | ―                        | ―                        | 8     | 1     |
| Dinamo Dresde · Alemania | Total club    | Total club    | 21    | 1     | 1                   | 0                   | 0                        | 0                        | 22    | 1     |
| Wehen Wiesbaden · Alemania | 3.ª           | 2016-17       | 31    | 3     | ―                   | ―                   | ―                        | ―                        | 31    | 3     |
| Wehen Wiesbaden · Alemania | 3.ª           | 2017-18       | 28    | 4     | 2                   | 0                   | ―                        | ―                        | 30    | 4     |
| Wehen Wiesbaden · Alemania | Total club    | Total club    | 59    | 7     | 2                   | 0                   | 0                        | 0                        | 61    | 7     |
| 1. F. C. Heidenheim 1846 · Alemania | 2.ª           | 2018-19       | 25    | 4     | 2                   | 0                   | ―                        | ―                        | 27    | 4     |
| 1. F. C. Heidenheim 1846 · Alemania | Total club    | Total club    | 25    | 4     | 2                   | 0                   | 0                        | 0                        | 27    | 4     |
| F. C. Union Berlin · Alemania | 1.ª           | 2019-20       | 30    | 1     | 4                   | 3                   | ―                        | ―                        | 34    | 4     |
| F. C. Union Berlin · Alemania | 1.ª           | 2020-21       | 29    | 5     | 2                   | 0                   | ―                        | ―                        | 31    | 5     |
| F. C. Union Berlin · Alemania | 1.ª           | 2021-22       | 0     | 0     | 1                   | 0                   | ―                        | ―                        | 1     | 0     |
| F. C. Union Berlin · Alemania | Total club    | Total club    | 59    | 6     | 7                   | 3                   | 0                        | 0                        | 66    | 9     |
| Bayer 04 Leverkusen · Alemania | 1.ª           | 2021-22       | 26    | 4     | 1                   | 0                   | 5                        | 3                        | 32    | 7     |
| Bayer 04 Leverkusen · Alemania | 1.ª           | 2022-23       | 29    | 2     | 1                   | 0                   | 11                       | 1                        | 41    | 3     |
| Bayer 04 Leverkusen · Alemania | 1.ª           | 2023-24       | 28    | 4     | 6                   | 1                   | 11                       | 1                        | 45    | 6     |
| Bayer 04 Leverkusen · Alemania | 1.ª           | 2024-25       | 23    | 2     | 5                   | 0                   | 7                        | 0                        | 35    | 2     |
| Bayer 04 Leverkusen · Alemania | Total club    | Total club    | 106   | 12    | 13                  | 1                   | 34                       | 5                        | 153   | 18    |
| Total carrera | Total carrera | Total carrera | 322   | 41    | 25                  | 4                   | 34                       | 5                        | 381   | 50    |
| (1) Incluye datos de la Copa de Alemania y Supercopa de Alemania. (2) Incluye datos de la Liga de Campeones de la UEFA y Liga Europa de la UEFA. |               |               |       |       |                     |                     |                          |                          |       |       |

## Palmarés

### Títulos nacionales
| Título                | Club                | País     | Año     |
| --------------------- | ------------------- | -------- | ------- |
| 2. Bundesliga         | Hertha de Berlín    | Alemania | 2012-13 |
| 3. Liga               | Dinamo Dresde       | Alemania | 2015-16 |
| Bundesliga            | Bayer 04 Leverkusen | Alemania | 2023-24 |
| Copa de Alemania      | Bayer 04 Leverkusen | Alemania | 2023-24 |
| Supercopa de Alemania | Bayer 04 Leverkusen | Alemania | 2024    |